# 戈亚斯州
戈亚斯（葡萄牙語：Goiás，ɡoˈjas）是巴西的一个州，位于该国的中部。与戈亚斯州相邻的巴西州份有（从北起顺时针方向）托坎廷斯州、巴伊亚州、米纳斯吉拉斯州、联邦区、南马托格罗索州和马托格罗索州。